# الیزه کورنه
الیزه کورنه (متولد ۲۲ ژانویهٰ ۱۹۹۰ در نیس فرانسه)، یک تنیسور زن حرفه‌ای از فرانسه است. او در تاریخ ۱۶ فوریهٰ ۲۰۰۹ به بالاترین رتبهٰ خود، ۱۱، رسید. کورنه در رقابت‌های جونیور نیز سابقه‌ای گسترده دارد و برندهٰ تک‌نفره دختران ۲۰۰۷ در رولاند گاروس شده است. او هم‌چنین تنها عنوان دبلیوتی‌ای خود را در سال ۲۰۰۸ در بوداپست کسب کرد.